# BMW Série 3 (E90)
 (août 2022).
Si vous disposez d'ouvrages ou d'articles de référence ou si vous connaissez des sites web de qualité traitant du thème abordé ici, merci de compléter l'article en donnant les références utiles à sa vérifiabilité et en les liant à la section « Notes et références ».
La BMW Série 3 (code interne E90 pour la berline, E91 pour le break, E92 pour le coupé et E93 pour le cabriolet) est une familiale routière produite par BMW de 2005 à 2013 et succède à la gamme E46.

## Historique du modèle

### Général
Elle a été présentée à la fin de 2004 en tant que successeur de la gamme E46 au Salon international de l'automobile de Genève. Le design a été créé par Chris Bangle.
La berline (E90) est arrivée sur le marché le 5 mars 2005 en tant que premier modèle de la gamme. En septembre 2005, la version break (E91), appelée Touring par BMW, a été introduite. La Série 3 coupé (E92) est apparu en septembre 2006 et le cabriolet (E93) a suivi en mars 2007. Alors que ces deux dernières versions offrent quatre places, la berline et le Touring étaient construits avec cinq places.
La M3 avec un moteur V8 nouvellement conçu est apparue pour la première fois à l'automne 2007 uniquement en tant que coupé. Au printemps 2008, la gamme M3 a été élargie avec la berline quatre portes, puis complétée avec le cabriolet.
Des versions révisées de la berline et du Touring sont apparues en septembre 2008, et un lifting du coupé et du cabriolet a suivi en mars 2010.
Le SUV X3 est également classé sous l'égide de la Série 3.

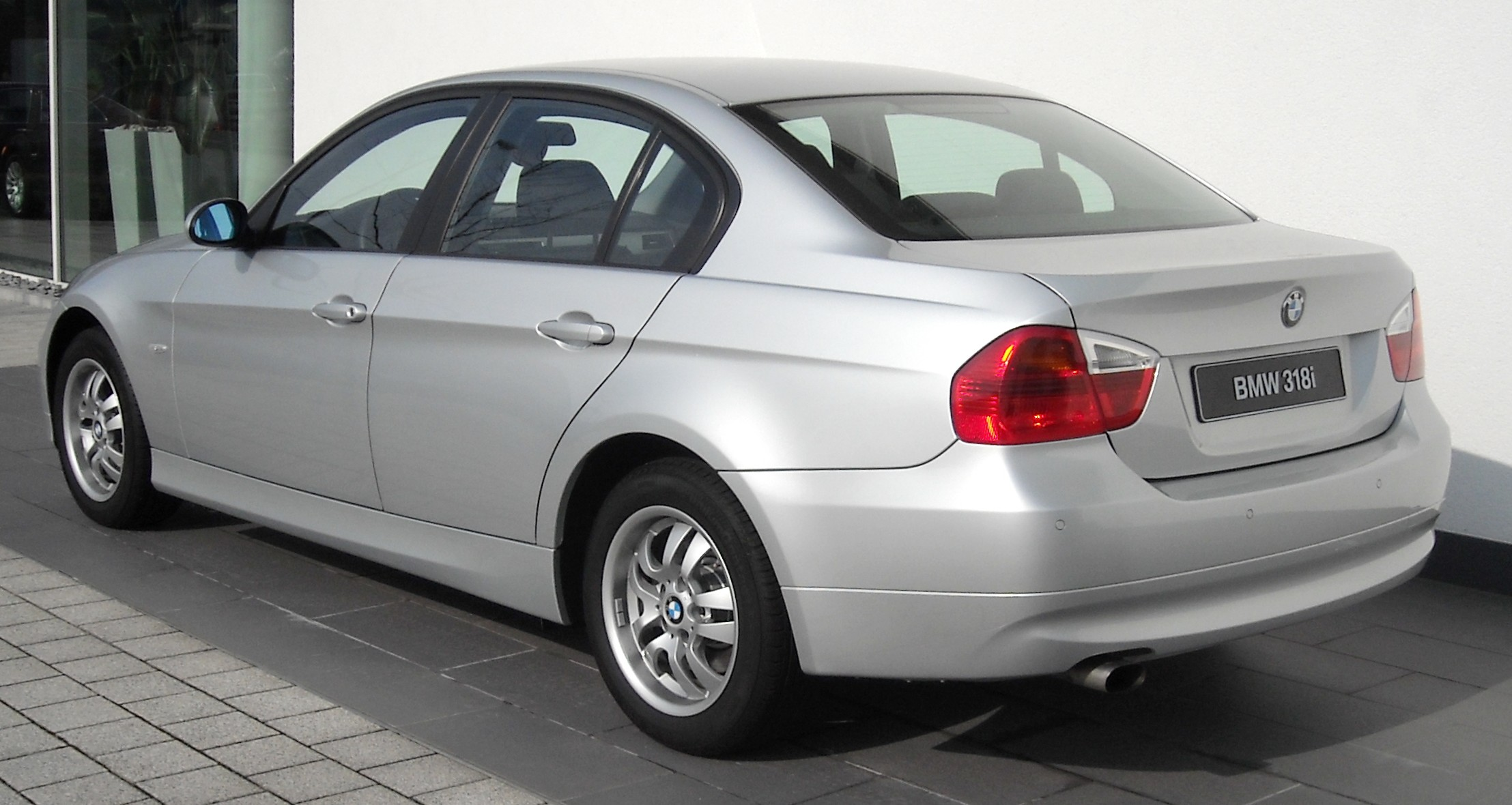
Vue arrière
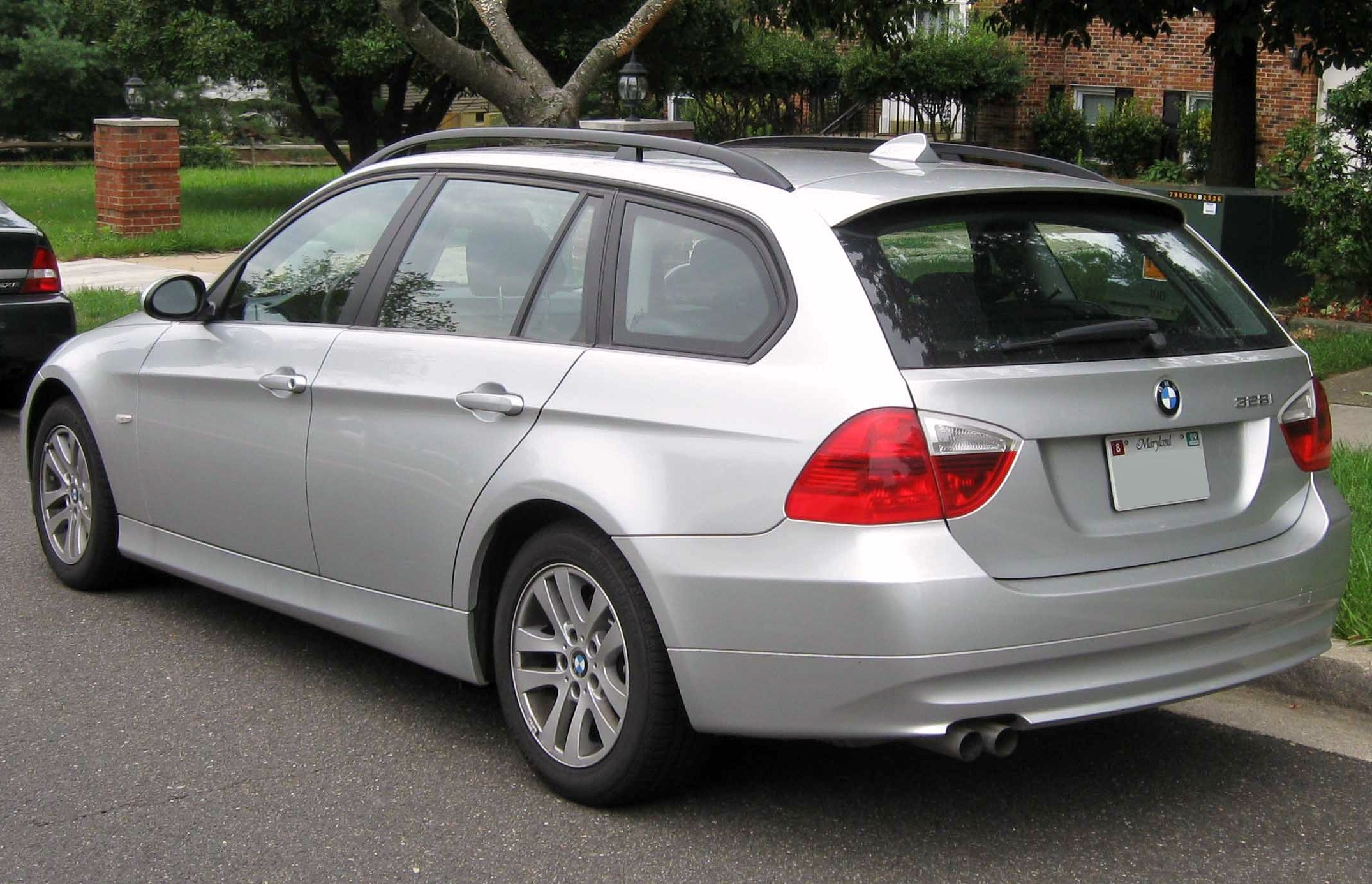
BMW Série 3 Touring (2005–2008)
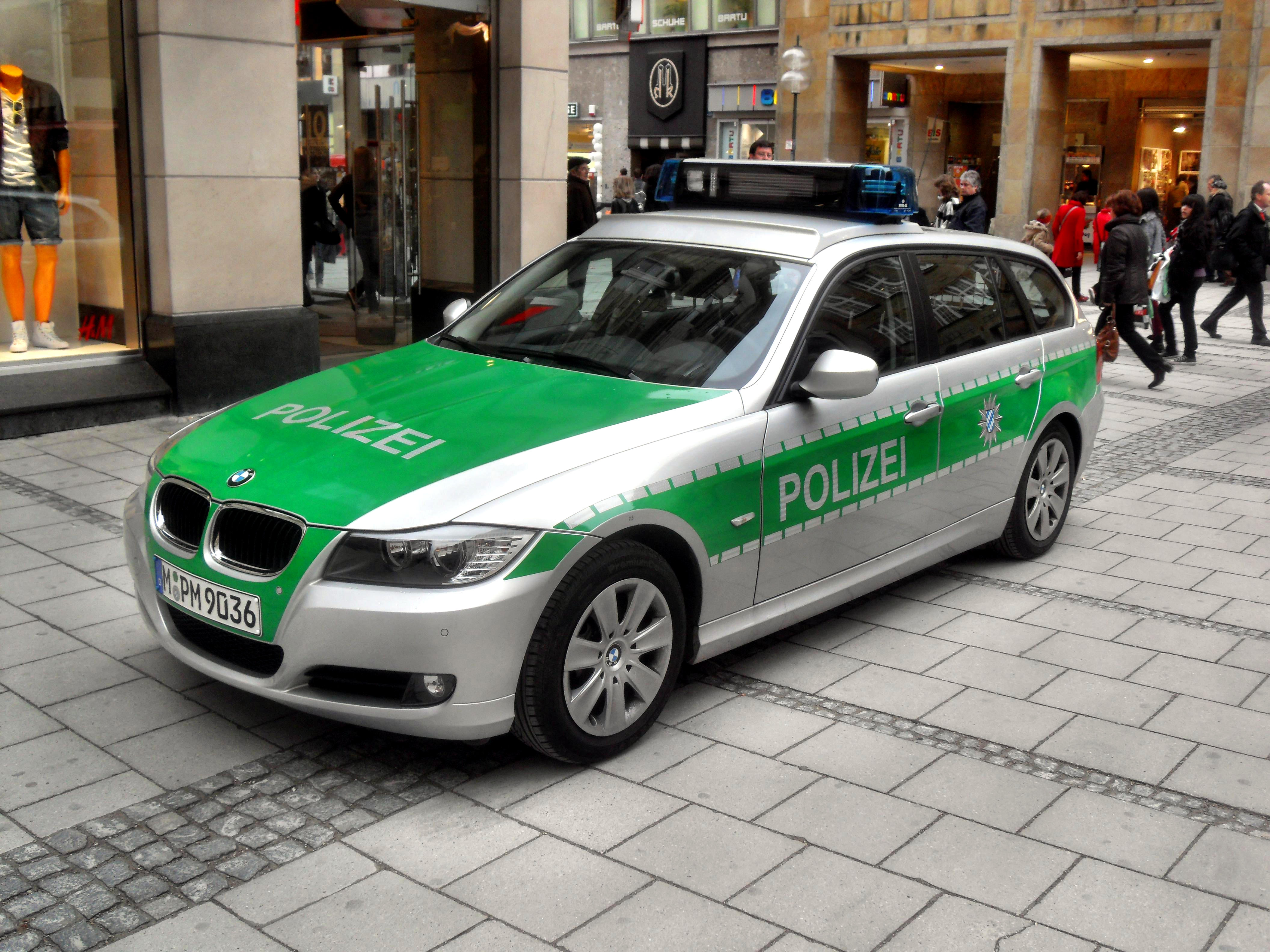
BMW E91NM en tant que voiture de patrouille du siège de la police de Munich

### Différences importantes avec la prédécesseuse
- 316i : le modèle de base avec un moteur quatre cylindres de 1,6 litre n'a été fabriqué que pour les Pays-Bas, la Scandinavie, l’Autriche, la Suisse, la Hongrie, le Portugal, la Grèce et la Turquie.
- 320i : était proposé avec un moteur quatre cylindres de 2,0 L, d'abord le N46, puis le N43; auparavant, il s'agissait d'un moteur six cylindres d'une cylindrée de 2 litres ou 2,2 litres.
- 320is : nouveau modèle d'homologation pour le véhicule utilisé par BMW dans le championnat du monde des voitures de tourisme. Cependant, il était limité à 2 600 exemplaires.
- 325i : cylindrée de 2,5 litres avec 218 ch.
- 335i : trois litres avec TwinTurbo (double turbocompresseur), qui a réduit l'écart avec la M3.
- 325d : nouveau moteur de trois litres.
- 325xi, 330xi, 335xi, 320xd et 330xd : modèles à traction intégrale (désignation XDrive par BMW).

Le cockpit typiquement BMW centré sur le conducteur a été remplacé par un tableau de bord droit.
Le système iDrive a été utilisé pour la première fois dans la Série 3 pour faire fonctionner le système de navigation, la climatisation et le système hi-fi.
Visuellement, le coupé différait davantage de la berline que pour la prédécesseuse, l’E46. Les vitres latérales étaient nettement plus petites que sur la berline, la forme des phares était très différente, les feux arrière avaient la forme typique en L de BMW et ils étaient plus larges que ceux du modèle quatre portes.

### Périodes de production
- Berline (E90) : de janvier 2005 à septembre 2008
- Berline (E90 reliftée) : de septembre 2008 à octobre 2011
- Touring (E91) : de septembre 2005 à septembre 2008
- Touring (E91 relifté) : de septembre 2008 à juin 2012
- Coupé (E92) : de juin 2006 à mars 2010
- Coupé (E92 relifté) : de mars 2010 à juillet 2013
- Cabriolet (E93) : de janvier 2007 à mars 2010
- Cabriolet (E93 relifté) : de mars 2010 à octobre 2013
- M3 berline (E90) : de mars 2008 à septembre 2008
- M3 berline (E90 reliftée) : de septembre 2008 à octobre 2011
- M3 coupé (E92) : de septembre 2007 à mars 2010
- M3 coupé (E92 relifté) : de mars 2010 à juillet 2013
- M3 cabriolet (E93) : de mai 2008 à mars 2010
- M3 cabriolet (E93 relifté) : de mars 2010 à septembre 2013

### Chiffres de production
| Année | Total  | Berline E90 | Touring E91 | Coupé E92 | Cabriolet E93 |
| ----- | ------ | ----------- | ----------- | --------- | ------------- |
| 2005  | 0981   | 0229.932    | 027.049     | —         | —             |
| 2006  | 020    | 0336.232    | 105.483     | 022.105   | —             |
| 2007  | 035    | 0310.194    | 102.399     | 089.572   | 052.970       |
| 2008  | 0208   | 0246.231    | 093.191     | 079.248   | 055.538       |
| 2009  | 0103   | 0219.850    | 084.601     | 054.852   | 037.800       |
| 2010  | 09     | 0242.831    | 074.008     | 046.358   | 035.812       |
| 2011  | 0464   | 0240.279    | 072.054     | 039.332   | 032.799       |
| 2012  | 0~600  | 0           | 0~21.000    | 029.525   | 024.038       |
|       | ~5.300 | 1.824.849   | ~579.800    | 360.992   | 238.957       |

### Installations des productions
Le véhicule était fabriqué dans les usines BMW de Munich, Ratisbonne, Leipzig, Rosslyn (Afrique du Sud) et Rayong (Thaïlande). Les autres producteurs de l'E90 sont BMW Brilliance Automotive à Shenyang en République populaire de Chine et Bavarian Auto Group avec son usine de la Ville du 6 Octobre en Égypte.

### Dimensions
Avec des dimensions extérieures de 4,53 à 4,58 mètres, la Série 3 était à peu près aussi longue que la Mercedes-Benz Classe C (Type 204), mais plus courte que l'Audi A4 B8. Comparée à sa devancière, l’E46, la berline était plus longue de près de cinq centimètres. L'empattement a augmenté de 35 millimètres. De plus, l'E90 était désormais plus large de 78 millimètres. Dans un souci de protection des piétons, le capot a également été relevé.
| Dimensions (september 2009)                     | Dimensions (september 2009) | Dimensions (september 2009) | Dimensions (september 2009) | Dimensions (september 2009) |
| Version                                         | Berline                     | Touring                     | Coupé                       | Cabriolet                   |
| ----------------------------------------------- | --------------------------- | --------------------------- | --------------------------- | --------------------------- |
| Empattement                                     | 2760 mm                     | 2760 mm                     | 2760 mm                     | 2760 mm                     |
| Longueur                                        | 4531 mm                     | 4527 mm                     | 4580 mm                     | 4580 mm                     |
| Largeur (y compris les rétroviseurs extérieurs) | 1989 mm                     | 1989 mm                     | 1985 mm                     | 1985 mm                     |
| Hauteur                                         | 1421 mm                     | 1418 mm                     | 1395 mm                     | 1384 mm                     |

## Équipement
Tous les modèles étaient équipés de série de la climatisation, de quatre vitres électriques, d’une radio avec lecteur CD, fonction MP3 et six haut-parleurs, d’un ordinateur de bord et d’une boîte de vitesses manuelle à six rapports. Une boîte automatique à six rapports était disponible moyennant un supplément (de série dans la 335d).
Avec les mesures BMW Efficient Dynamics introduites dans la gamme en septembre 2007, un système start-stop a été utilisé dans les modèles à moteurs quatre cylindres avec transmission manuelle.
Les modèles à moteurs six cylindres différaient visuellement des modèles à moteurs quatre cylindres en termes d’éléments chromés (par exemple, sur les barres verticales dans la calandre et sur le cadre des fenêtres; à partir de mars 2009, cela était également disponible pour les modèles à moteurs quatre cylindres moyennant un supplément), de tuyau d’échappement et ils étaient équipés d’un régulateur de vitesse actif (radar de régulation de distance). Seuls les deux modèles haut de gamme, la 335i et la 335d, étaient chacun équipés d’un tuyau d’échappement des deux côtés à l’arrière du véhicule. De plus, le système ESP (correcteur électronique de trajectoire) des modèles à moteurs six cylindres disposait de cinq fonctions supplémentaires (préparation des freins, freinage à sec, aide au démarrage en côte, compensation de la décélération et arrêt en douceur).
À partir de septembre 2008, la 320d était également disponible avec xDrive (aux côtés des 330d, 325i, 330i et 335i). Fin 2010, elle ne répondait qu’à la norme antipollution Euro 4 (Euro 5 sans xDrive). Depuis début 2011, elle respecte la norme antipollution Euro 5.
En mars 2010, trois modèles spéciaux étaient disponibles pour la berline et le Touring.

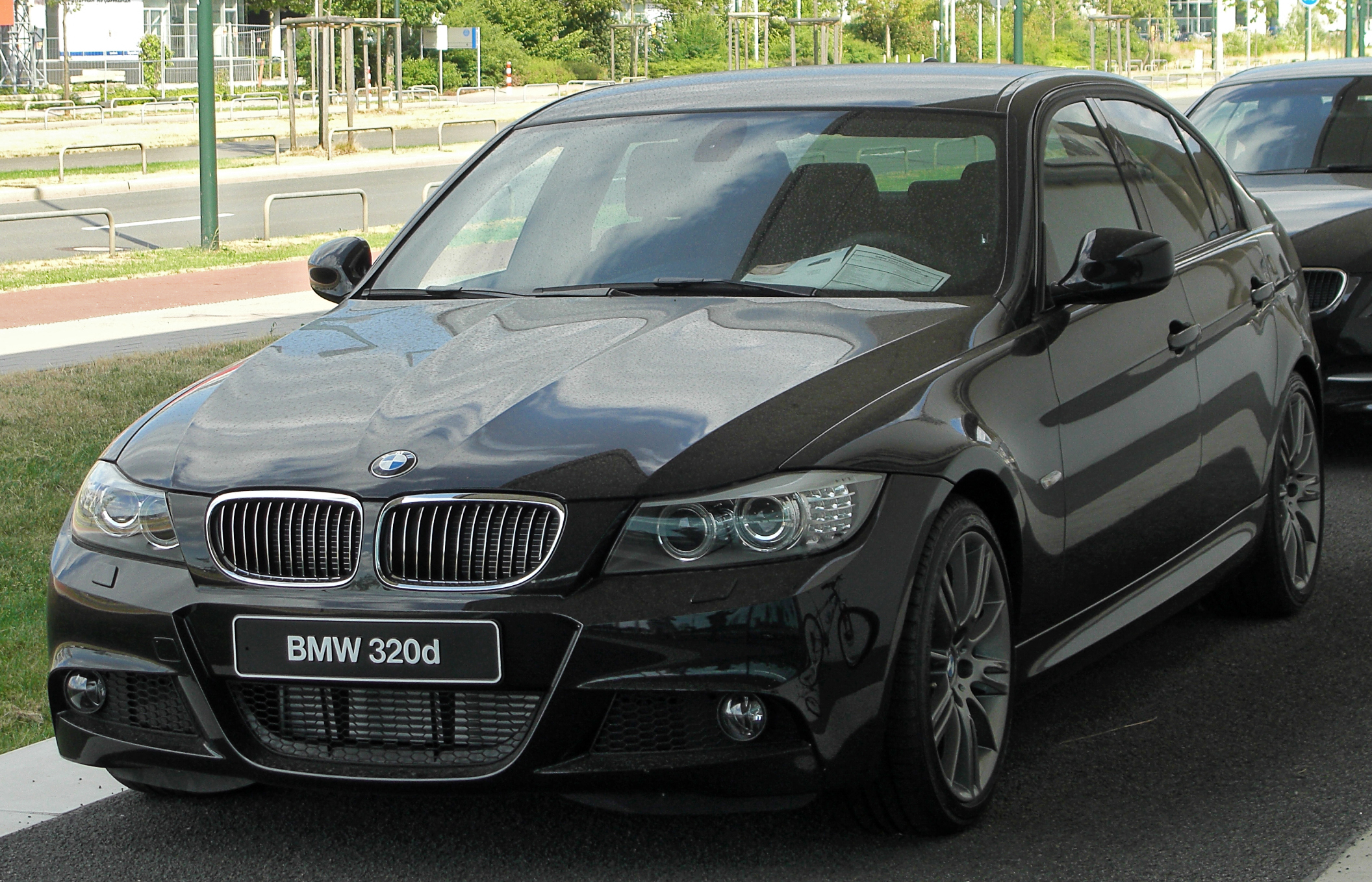
BMW 320d Sport Edition (2010)
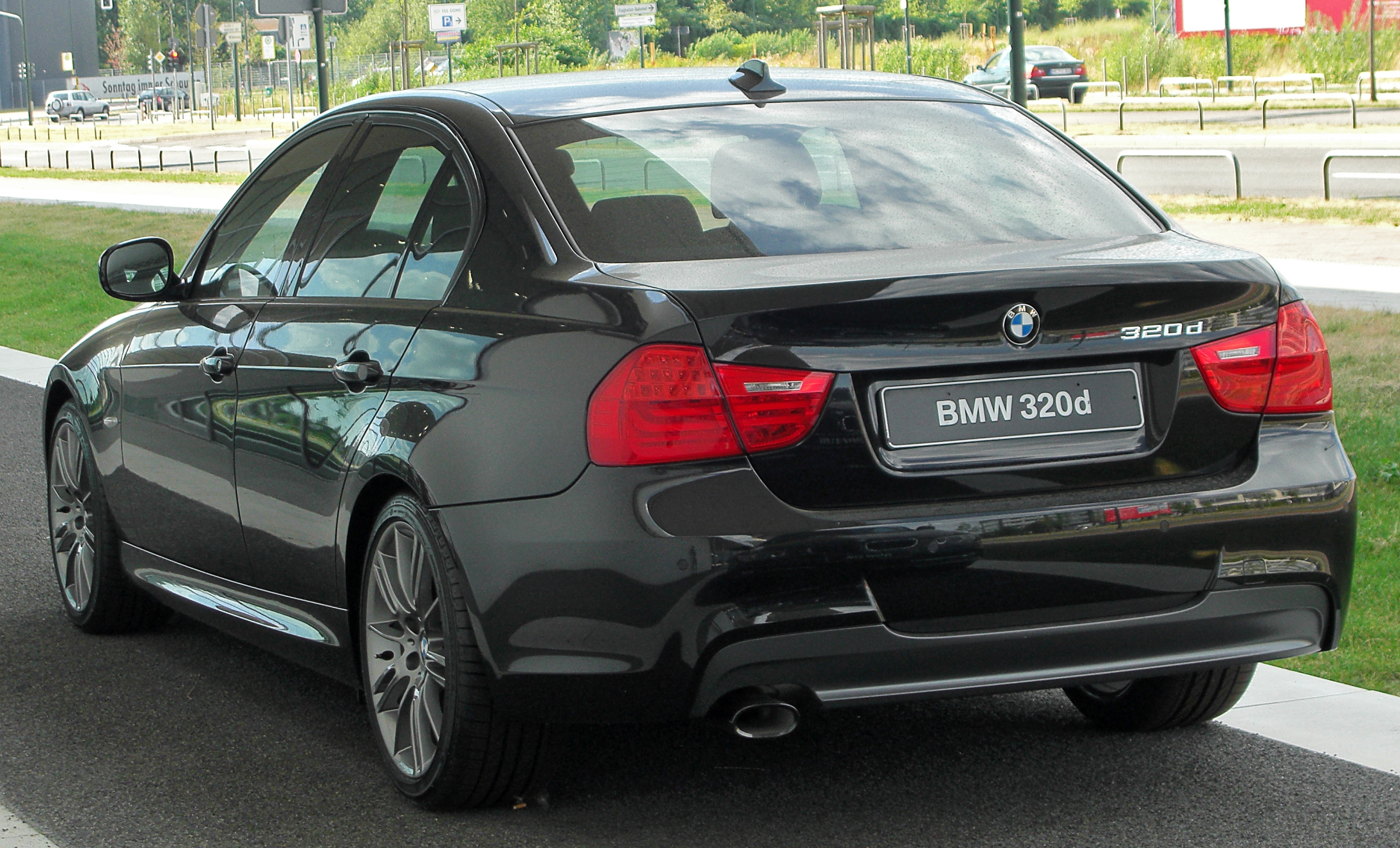
Vue arrière

## Technologie

### Moteurs
Toutes les Série 3 (sauf la M3, qui utilisait un moteur V8) avaient des moteurs à cylindres en ligne avec la technologie à quatre soupapes. La gamme de moteurs a été complètement révisée et réduite à quelques modèles de base, de sorte que la désignation des modèles indiquait encore moins qu’auparavant la cylindrée réelle :
La 316 avait une cylindrée de 1,6 litre, la 316d avait une cylindrée de deux litres. La 318 et la 320 (avec moteurs essence et diesel, respectivement) avaient des moteurs quatre cylindres d’une cylindrée de deux litres. Les plus gros modèles avaient des moteurs six cylindres d’une cylindrée de trois litres, dans lesquels les différentes puissances n’étaient obtenues que par réglage de charge, par exemple, par charge séquentielle dans la 335d.
Il en a été de même pour les moteurs essence des 325i et 330i à partir du 1er septembre 2007. Les deux ont un bloc moteur en aluminium-magnésium et une cylindrée de trois litres, la différence de performance entre la 325i et la 330i étant obtenue grâce à un contrôle d’injection modifié. La 335i (moteur N54) introduite en septembre 2006 avec presque la même cylindrée était basé sur un bloc moteur en aluminium. Doté de deux turbocompresseurs (biturbo) et d’une injection directe Piézo, il fournissait un couple maximal de 400 Nm.
Dans le même temps, un nouveau moteur diesel six cylindres a été introduit avec la 325d. Lors de la révision du moteur de la 335i, un seul turbocompresseur a été installé dans le moteur N55, mais avec deux spirales d’admission (twin scroll).
Un "Performance Power Kit" est disponible pour la 335i depuis mars 2009, augmentant la puissance du moteur de 15 kW supplémentaires à 240 kW. Dans le même temps, le couple maximal est passé à 450 Nm. Un "Performance Power Kit" est disponible pour la 320d depuis mars 2010, augmentant la puissance du moteur de 15 kW supplémentaires à 145 kW (cependant, cela n’était possible qu’avec les modèles fabriqués depuis mars 2007 et avec une puissance moteur de 130 kW). La mise à niveau de puissance comprenait un ECU différent, un refroidisseur intermédiaire plus grand et un ventilateur plus puissant pour la 320d. Le convertisseur de couple a également été remplacé sur les véhicules à transmission automatique. De plus, le couple a augmenté de 40 Nm, passant de 350 Nm à 390 Nm.
- Tous les moteurs essence avec injection dans le collecteur d’admission étaient équipés d’un réglage à double arbre à cames (VANOS) avec Valvetronic. La 335i avait deux turbocompresseurs (Twin Turbo).
- Le Valvetronic a été omis de la 320is et à partir de septembre 2007 sur tous les moteurs six cylindres en ligne (à l’exception de la 335i jusqu’en mars 2010), en raison de l’injection directe de carburant dans cette dernière.
- Les moteurs à injection directe d’essence ont été les premiers moteurs à injection directe guidée par pulvérisation de série pour voitures particulières. Cela devait permettre une charge stratifiée dans une plus grande zone de la carte que les méthodes d’injection directe d’essence guidées par l’air et par les murs précédemment mises en œuvre dans la production en série.
- Les moteurs diesel à rampe commune étaient turbocompressés avec des aubes directrices variables et refroidis par l’intercooler; De plus, les moteurs quatre cylindres des 318d et 320d disposaient de deux arbres d’équilibrage pour améliorer le confort acoustique et vibratoire. À partir de 2006, le filtre à particules diesel était un équipement standard. La 335d avait un turbocompresseur séquentiel avec deux turbocompresseurs de tailles différentes connectés en série pour couvrir une large plage de régime moteur.

### Transmission
- Transmission manuelle à six vitesses (fabricant : Getrag et ZF )
- Transmission automatique à six vitesses (fabricant : ZF)
- Transmission à double embrayage à sept vitesses (fabricant : Getrag)

La transmission à double embrayage était disponible à partir de septembre 2008 pour la 335i dans le coupé et le cabriolet. Cela réduisait la consommation standard de 0,3 litre aux 100 kilomètres.

### Direction, châssis et freins
La direction assistée électromécanique était de série sur toutes les versions. Le Servotronic (assistance à la direction en fonction de la vitesse) ou la direction active étaient proposés en option. La voiture avait un rayon de braquage de 11,0 mètres. En conjonction avec la transmission intégrale xDrive, celui-ci est passé à 11,8 mètres.
L’essieu arrière était un essieu multibras en acier léger. Chaque roue était guidée par cinq guidons. Trois des maillons étaient en acier galvanisé à chaud; le bras de carrossage de l’essieu arrière était traité avec une galvanisation trempé. De cette façon, les pièces du châssis exposées aux éclats de pierre étaient largement résistantes à la corrosion.
Les roues avant étaient suspendues sur des jambes de force MacPherson et deux triangles chacune (essieu à biellette à double articulation). Le triangle avant (entretoise de tension) et arrière étaient articulés l’un à côté de l’autre à différents points du porte-roue, ce qui provoquait un point de pivot virtuel (pôle) situé plus à l’extérieur dans le niveau de liaison inférieur. Cela réduisait le rayon de brossage. Pour gagner du poids, le tirant et le triangle ont été fabriqués en aluminium.
Tous les modèles avaient de série une propulsion arrière. La garde au sol de la berline, en conjonction avec la suspension standard, était de 144 millimètres, avec la suspension M Sport, la carrosserie était abaissée de 15 millimètres.
À l’avant, le système de freinage fonctionnait avec des freins à disque à étrier flottant et à piston uniquement ventilés de l’intérieur et d’un diamètre allant de 292 mm à 348 mm selon le moteur. À l’arrière, les disques de frein avaient un diamètre allant de 300 mm à 336 mm selon le modèle. Sur les modèles à moteurs six cylindres, ils étaient ventilés de l’intérieur.

## Sécurité
La BMW E90 avait un système anti-blocage des roues (ABS) avec assistance au freinage d'urgence et commande de freinage en virage, prétensionneur de ceinture, un correcteur électronique de trajectoire (ESP, Electronic Stability Control) avec contrôle de stabilité automatique (appelé contrôle de stabilité dynamique ou antipatinage dynamique par BMW) et également six airbags (un pour le conducteur, un pour le passager avant, deux airbags latéraux et des airbags de tête pour le conducteur et le passager avant). Depuis septembre 2008, des appui-tête actifs sont disponibles de série à l’avant, ce qui devrait réduire le risque de coup du lapin en cas de choc arrière. Lors du crash test Euro NCAP, la voiture a reçu cinq étoiles sur cinq (35 points) pour la sécurité des occupants et quatre étoiles (39 points) pour la sécurité des enfants. La sécurité des piétons a été notée quatre points et une étoile. Le test de collision US NCAP effectué en 2006 lui a attribué quatre étoiles pour le test frontal et le test effectué par l’IIHS (également en 2006) lui a attribué la note «Bien» pour le test avec «chevauchement frontal modéré». De plus, elle a reçu le prix du "Meilleur choix de sécurité 2006" (argent) par l’IIHS.
Les sièges enfants ne pouvaient être solidement fixés qu’aux sièges extérieurs de la banquette arrière. Il y avait aussi des supports Isofix. Des supports Isofix et un airbag commutable étaient disponibles pour le siège du passager avant moyennant un coût supplémentaire.

## Environnement
Le terme BMW Efficient Dynamics englobe plusieurs innovations techniques qui entraînaient une consommation de carburant réduite et des performances accrues en même temps.
Dans ce contexte, tous les moteurs essence étaient convertis en injection directe guidée par pulvérisation (High Precision Injection). La 335i atteignait la norme d’émissions EU4; à partir de mars 2009, les 318i et 320i respectaient la norme d’émissions EU5, la 325i (xDrive) et la 330i (xDrive) la respecte depuis septembre 2009. En raison du carburant utilisé dans les véhicules Euro 5 avec le cycle d’essai NEDC, du carburant avec une proportion plus élevée d’éthanol (E10) et donc une densité énergétique plus faible, la consommation nominale a augmenté entre 0,1 l (325i) et 0,5 l (318i).
Les modèles à moteurs diesel sont équipés de série d’un filtre à particules depuis l’automne 2006. Les 318d, 320d (sans transmission intégrale xDrive) et 330d (avec ou sans xDrive) respectaient la norme antipollution Euro 5; la 320d avec xDrive et la 335d respectaient uniquement la norme Euro 4. Depuis mars 2010, tous les moteurs sont conforme à la norme antipollution Euro 5. Pour les 330d (berline; depuis septembre 2008) et 320d (berline, Touring; depuis mars 2010) sans transmission automatique, un filtre de performance bleu était également disponible, qui utilisait un convertisseur catalytique à stockage pour réduire les émissions d’oxyde d'azote et donc le respect de la norme Euro 6 active.

## Lifting
En septembre 2008, la berline et le Touring ont été révisés. Par rapport aux modifications précédentes apportées aux autres modèles de BMW, les modifications apportées aux E90 et E91 étaient relativement importantes.

### Conception
BMW a changé les tabliers avant et arrière et le capot a reçu deux soi-disant lignes de caractère. les rétroviseurs extérieurs ont été agrandis conformément à une norme européenne. Les phares ont une couverture mate au-dessus des réflecteurs, les feux arrière sont maintenant en forme de L. De plus, la calandre BMW a été redessinée (la bande chromée du capot a été supprimée) et les lignes latérales ont été quelque peu étirées.
Des tissus et des bandes décoratives de haute qualité ont été utilisés à l'intérieur, et certaines commandes ont également été modifiées.

### Technologie
En plus de l'élargissement de la voie et de l'utilisation de lampes à LED (pour les clignotants et les feux arrière), les sièges avant étaient équipés d'appuie-tête réactifs aux collisions. Les phares au xénon pouvaient être complétés par une répartition lumineuse variable.
Des ajustements techniques ont également été apportés au système de navigation "Professional" optionnel, qui était équipé d'un disque dur interne et qui était désormais fourni par Harman-Becker (il était anciennement fourni par Siemens-VDO). De plus, la nouvelle génération du BMW IDrive avec accès Internet (équipement en option) a été introduite.

### Moteurs
Les moteurs de la 330d ont été changés, avec maintenant une puissance maximale de 180 kW (245 ch) (elles avaient auparavant une puissance maximale de 170 kW/231 ch). Pour réduire les émissions d'oxydes d'azote, le convertisseur catalytique de stockage "Blue Performance" était également disponible pour la 330d. Cela a amélioré le modèle pour la norme EU6. De plus, le moteur de la 335i a été modifié au cours du lifting : les deux turbocompresseurs séparés ont été remplacés par un seul surcompresseur avec la technologie twin-scroll. Cela signifie que la 335i répond désormais à la norme Euro 5 (elle répondait anciennement à la norme Euro 4). De cette façon, la consommation standard a diminué d'environ 1 litre avec les mêmes performances et la courbe de couple était désormais plus régulière.
La 320d était désormais également disponible avec le système de traction intégrale xDrive.

### Changements des prix
Les prix de base de tous les modèles ont été légèrement augmentés. L'augmentation de prix a été presque compensée par un certain nombre d'options supplémentaires, qui sont désormais incluses dans l'équipement standard. Cependant, les prix de nombreux extras optionnels ont augmenté.

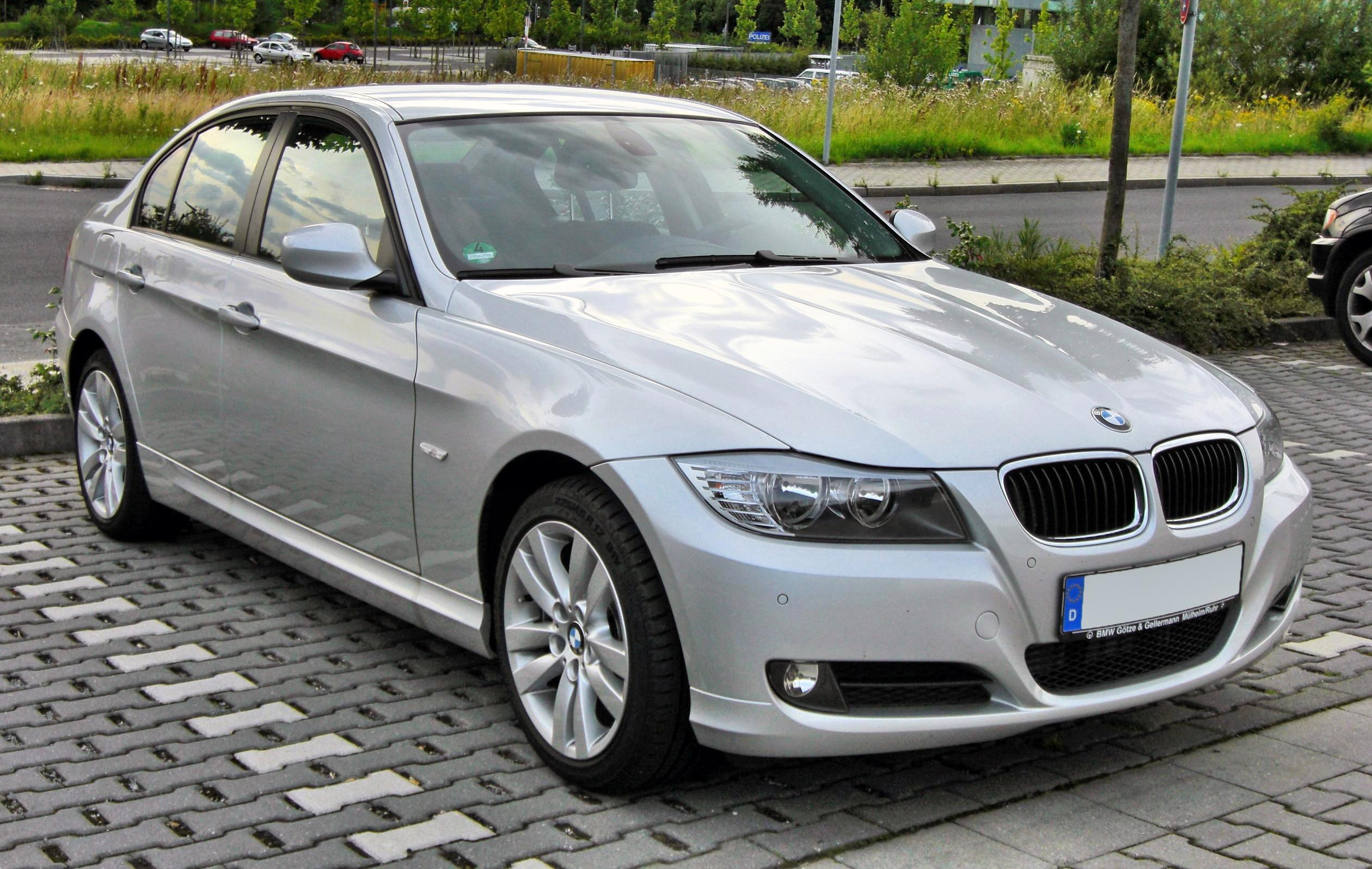
BMW Série 3 berline (2008–2011).
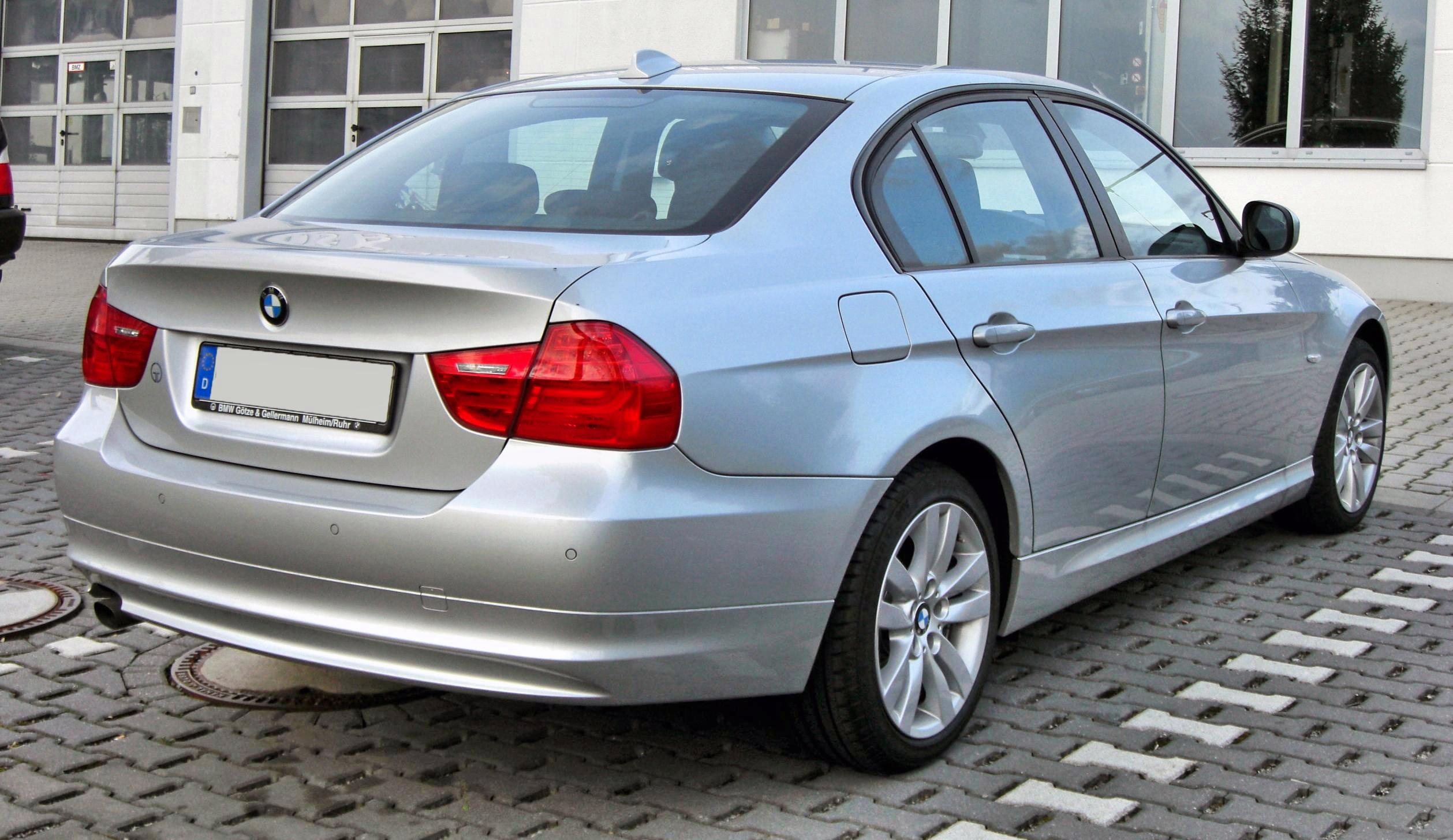
Vue arrière.
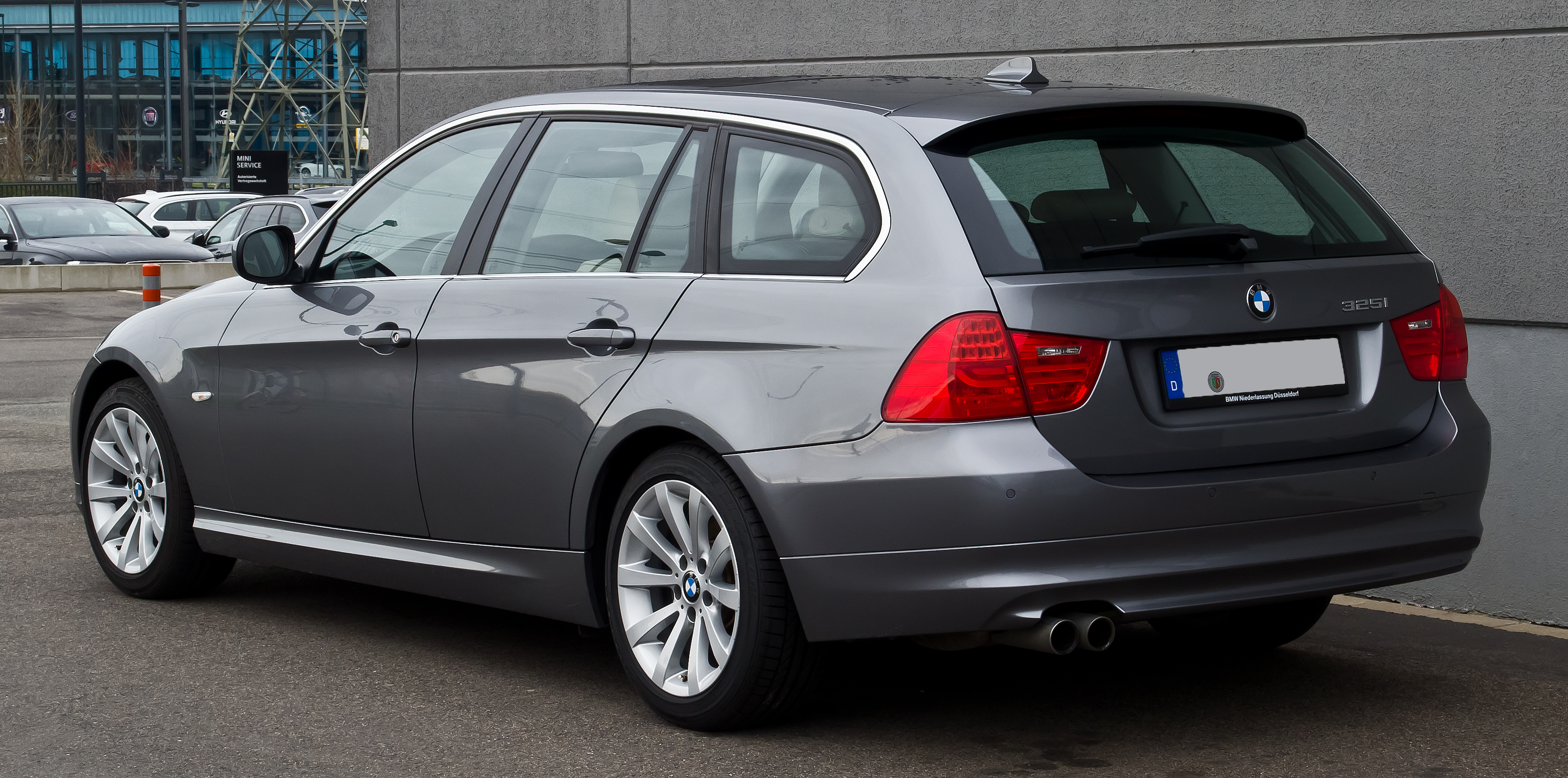
BMW Série 3 Touring (2008–2012).

## Coupé et cabriolet

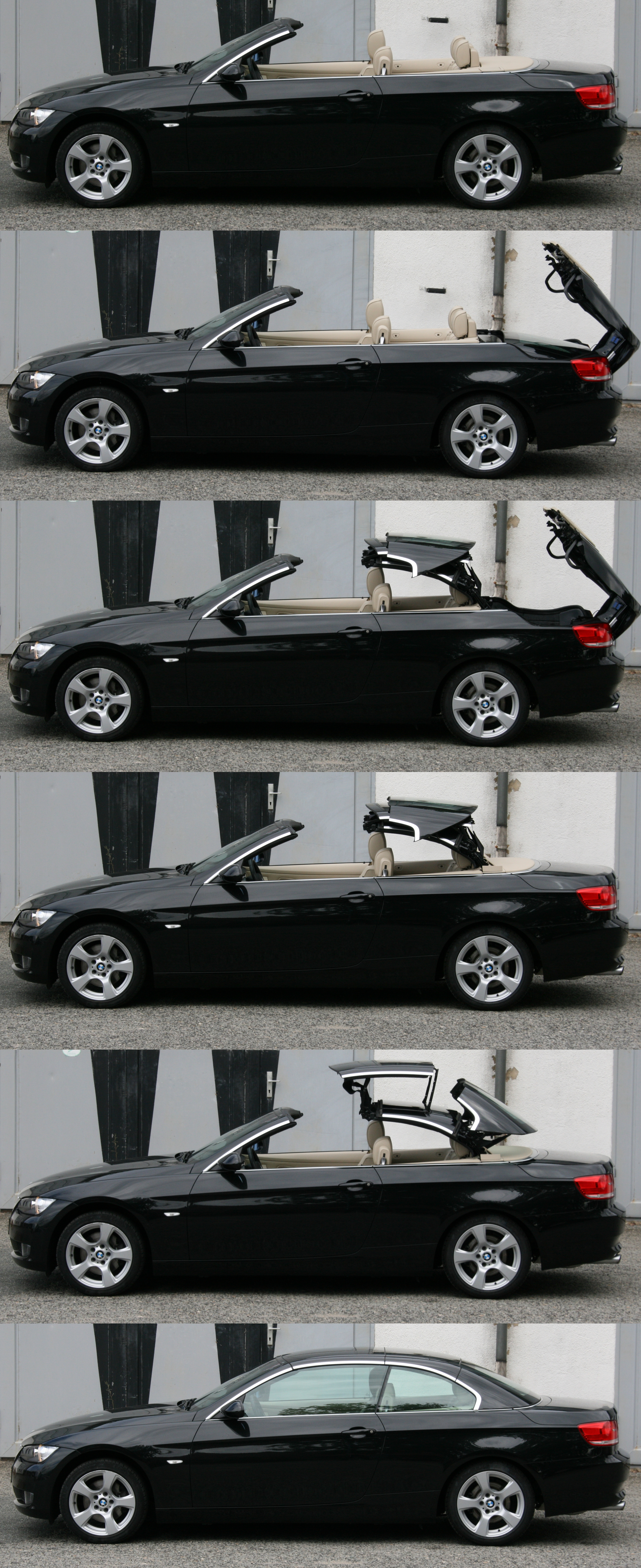
Étapes du processus de fermeture du toit.

En septembre 2006, la Série 3 coupé (E92) a été mis en vente, tandis que le cabriolet (E93) était disponible à partir de mars 2007. Les deux modèles ont été à l'origine développés en tant que Série 4 distincte, c'est pourquoi la carrosserie, le châssis et l'intérieur étaient indépendants par rapport aux types E90/E91. Le coefficient de traînée de la 335i coupé est spécifié à 0,28.
Avant le début des ventes, il a cependant été décidé, en faveur de l'image existante auprès de la clientèle de la gamme M3 (E46 coupé et cabriolet), de commercialiser la nouvelle gamme en Série 3 afin de ne pas nuire à la désignation M3. Cependant, cela a été mis en œuvre avec le modèle successeur, la BMW F32 coupé, qui est disponible depuis 2013. Le nouveau coupé est désormais commercialisé en tant que Série 4 autonome, indépendamment de la nouvelle BMW Série 3 F30 berline.
Les E92 et E93 étaient exclusivement assemblés à l'usine de Ratisbonne. Le modèle 335i était nouveau, avec un moteur de 3,0 litres et TwinTurbo ainsi qu'une injection directe d'essence avec des injecteurs piézo. Cela a marqué le retour de BMW à la technologie turbo dans les véhicules essence après 20 ans.
Le cabriolet avait un toit en acier variable, dont la désignation officielle était toit rigide rétractable. La ligne de design mince typique de la BMW Série 3 avec toit en acier pliant a été réalisée ici pour la première fois.
Cependant, le toit en trois parties réduisait davantage l'espace restant dans le coffre que les toits souples conventionnels ou les toits pliants en deux parties.

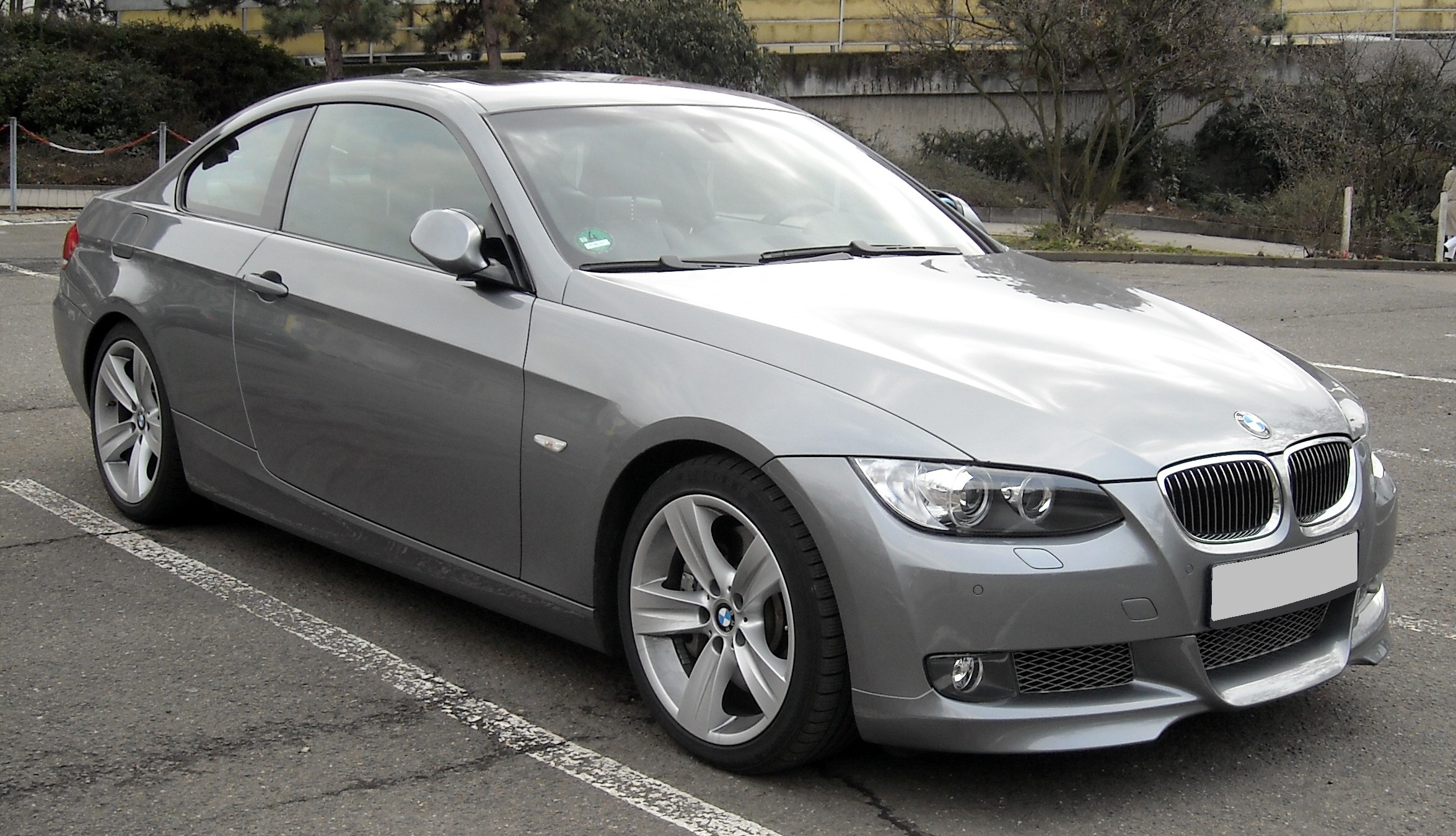
BMW Série 3 coupé (2006–2010; avec finition Aerodynamik).
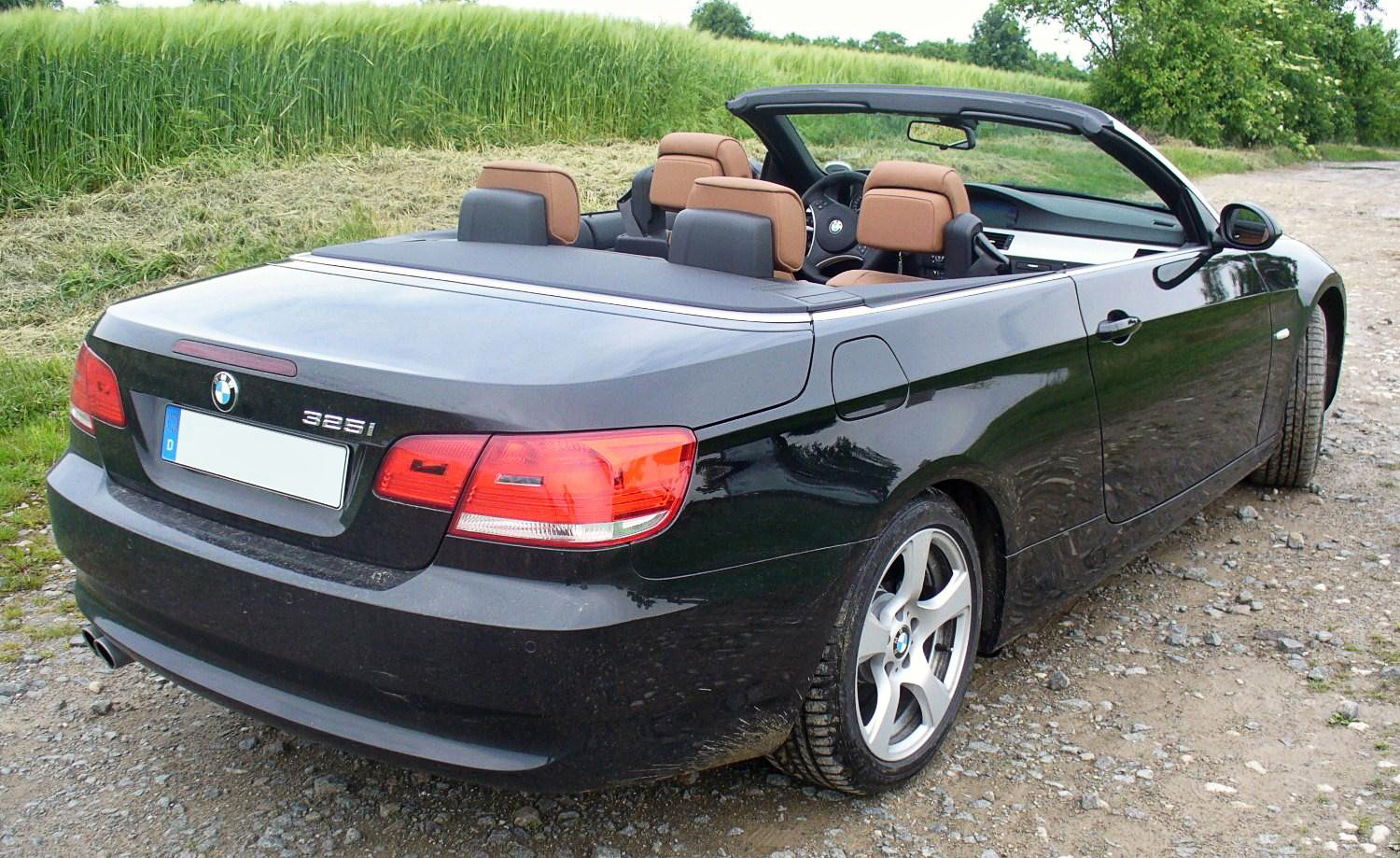
BMW Série 3 cabriolet (2007–2010).
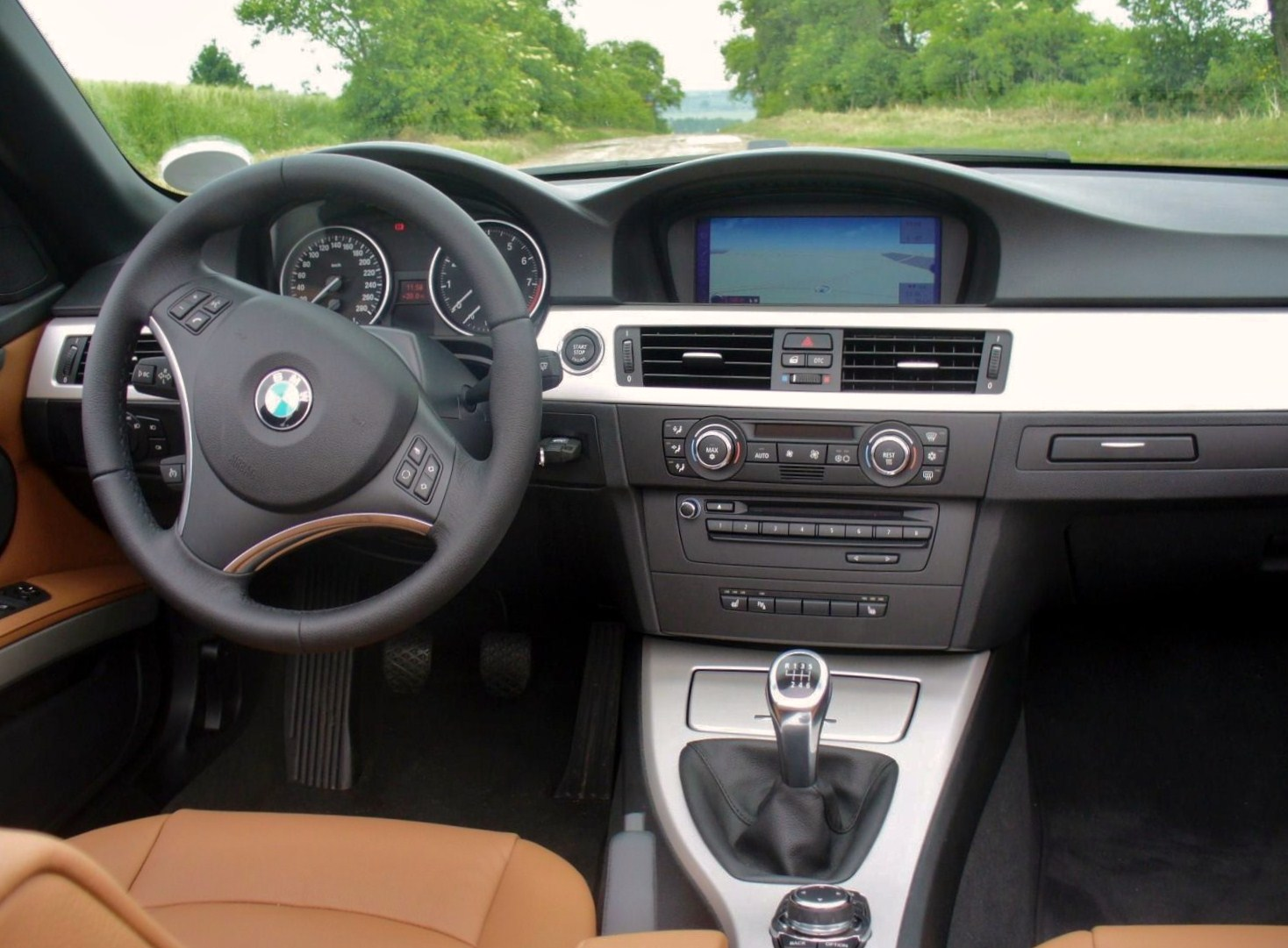
Intérieur de la Série 3 cabriolet.

### Lifting
En mars 2010, le coupé et le cabriolet ont été révisés.
Par rapport au lifting de la berline (E90) et du Touring (E91), les changements ont été moins importants. Les tabliers avant et arrière et les feux ont été changés. Les haricots BMW ont été repensés. L'intérieur a été subtilement amélioré.
Semblables à la Série 5, les anneaux de feux diurnes ont été conçus à l'aide de la technologie LED. (Équipement spécial).
Le nouveau moteur de la 325i cabriolet délivre un couple maximal de 270 Nm, au lieu de 250 Nm, avec les mêmes performances mais une cylindrée augmentée à 2 996 cm3.

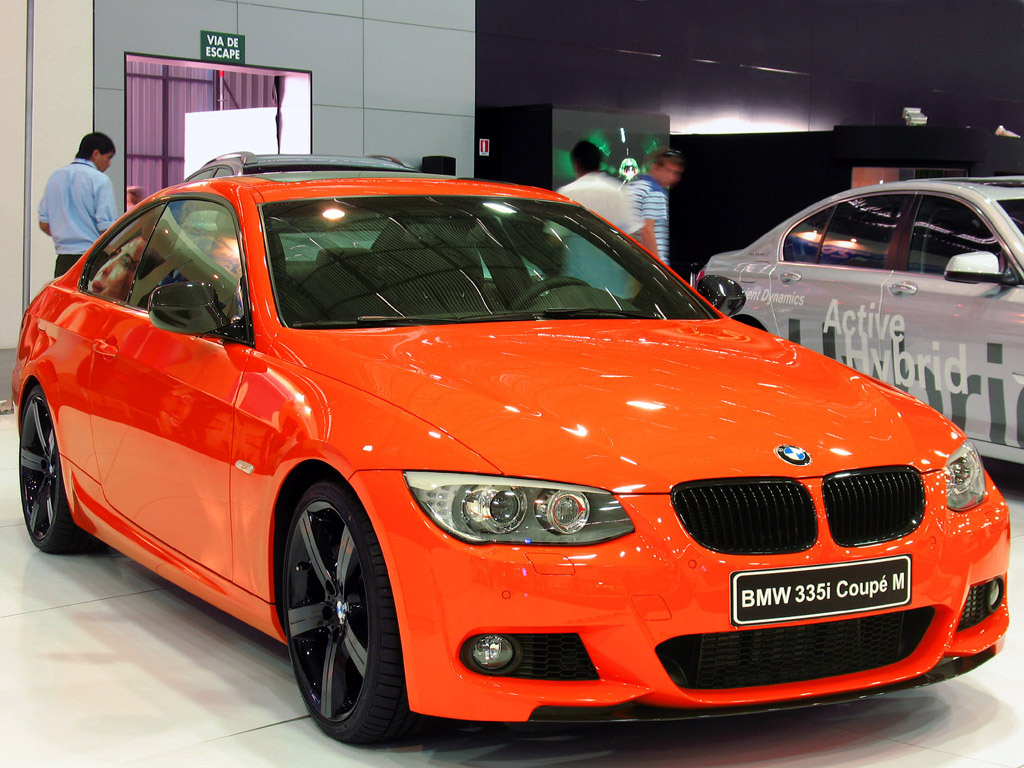
BMW 335i coupé (2010–2013)
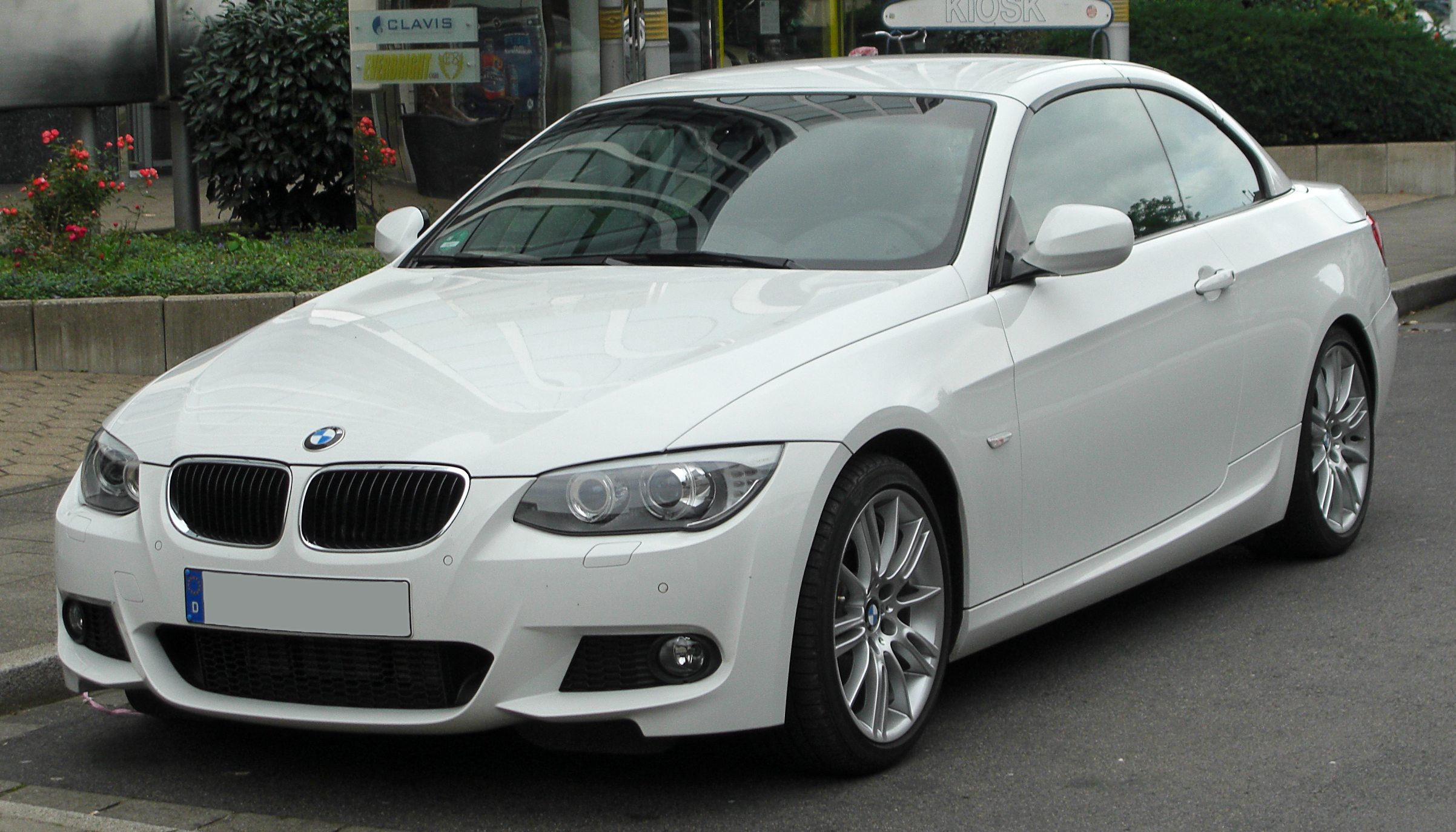
BMW 320d cabriolet (2010–2013; avec finition M-Sport)
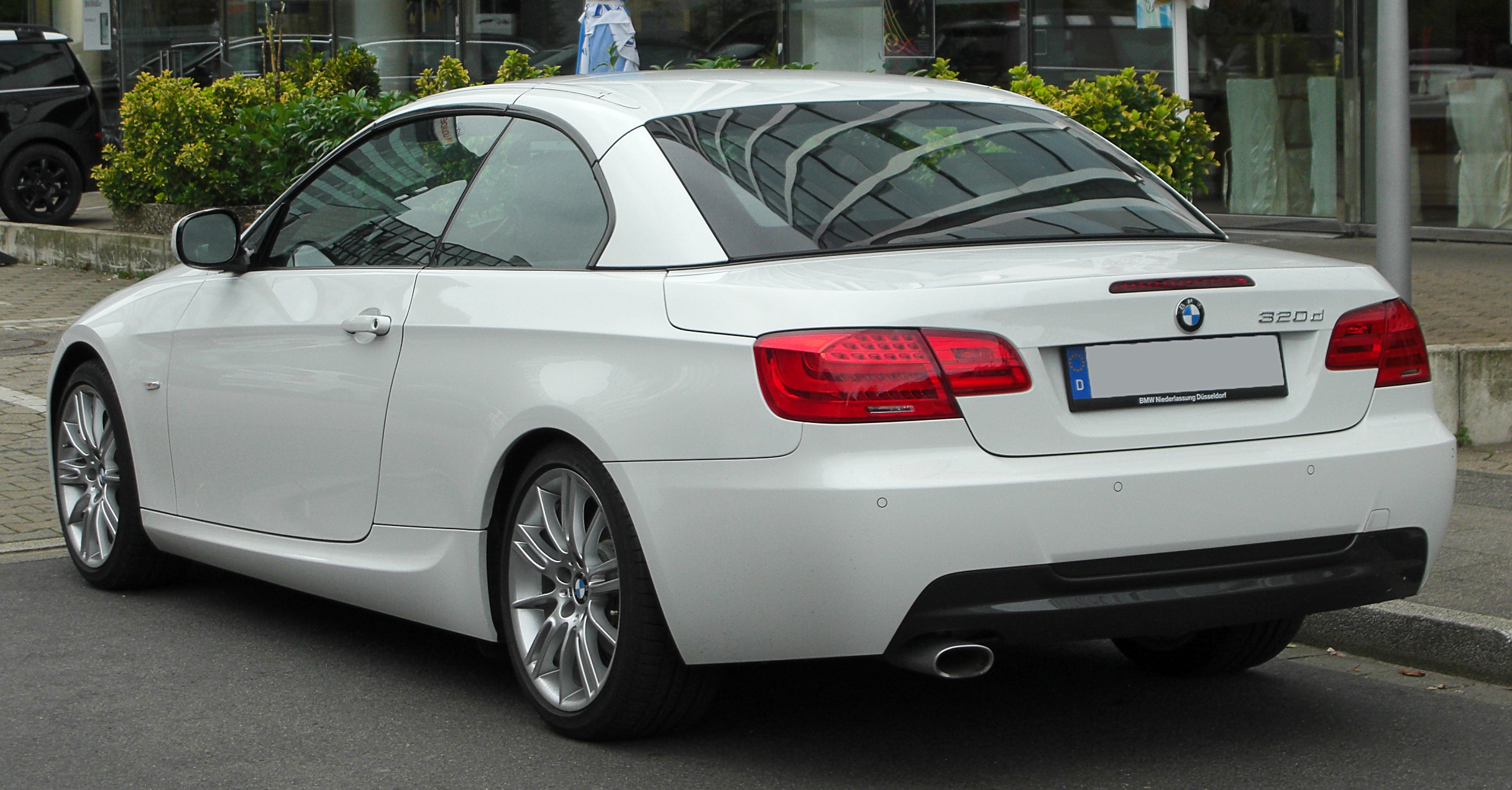
Vue arrière

## 320si WTCC

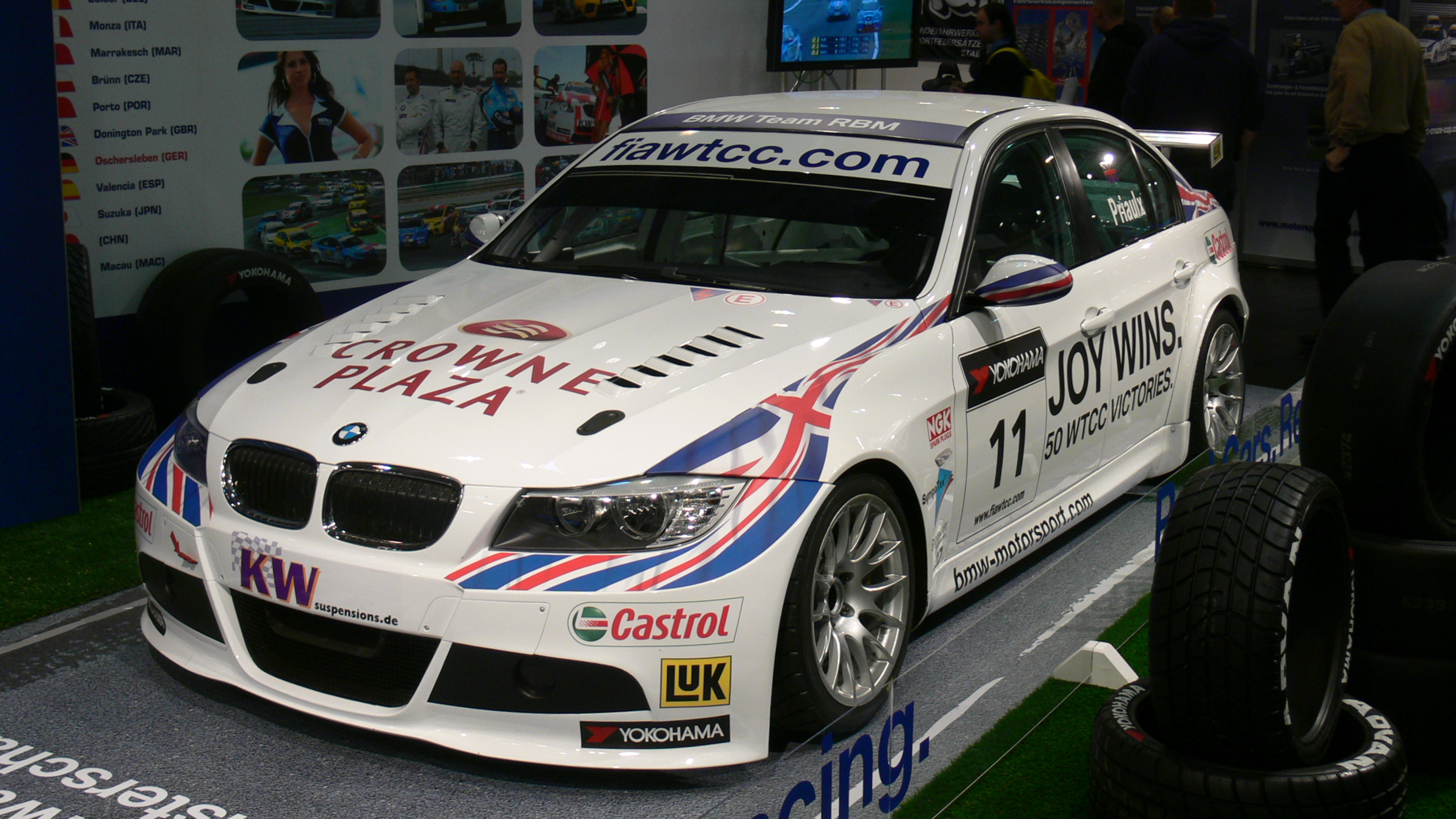
BMW 320si WTCC.

La BMW 320si WTCC a été développée par BMW Motorsport sur la base du modèle de série du même nom. Elle a été produite dans l'usine BMW de Ratisbonne en utilisant le même processus de fabrication que les autres Série 3, mais elle a ensuite été convertie à la main pour la course. Plus de 60 unités ont été livrées par BMW Motorsport Sales.

### Technologie

#### Boite de vitesses de course
Grâce à une jauge de contrainte intégrée au levier de vitesses, il n'était pas nécessaire d'utiliser l'embrayage lors du changement de vitesse. Cela déclenchait une impulsion électrique dès que le conducteur appuyait sur le levier. En conséquence, le contact était coupé via la commande du moteur. La puissance de traction du moteur était brièvement interrompue et le conducteur pouvait changer de vitesse sans embrayage avec une légère poussée.
Une boîte de vitesses de course à cinq vitesses avec des pignons à denture droite non synchronisés et un schéma de changement de vitesse en forme de H a été installée.

#### Direction et freins
La direction a pignon et crémaillère avec assistance électrohydraulique est issue du modèle de série. Cependant, le rapport de direction était plus direct dans la version de course.
La 320si WTCC avait des freins à disque ventilés et perforés en fonte à l'avant et des étriers de frein en aluminium à quatre pistons. Les disques mesuraient 332 millimètres de diamètre et 32 millimètres d'épaisseur. À l'arrière, il y avait également des freins à disque ventilés de l'intérieur d'un diamètre de 291 millimètres et des étriers de frein en aluminium à deux pistons.

#### Spécifications techniques
- Longueur : 4 539 mm
- Largeur : 1 858 mm
- Hauteur : environ 1 350 mm
- Empattement : 2 760 mm
- Poids : environ 1 155 kg (spécification WTCC)
- Capacité du réservoir : environ 45 l
- Prix : 200 000 euros (avec kit de pièces de course, plus TVA)
- Type de moteur : quatre cylindres en ligne
- Moteur : P45 de BMW
- Cylindrée : 1 999 cm³
- Alésage x course : 86 mm x 86 mm
- Compression : 11:1
- Puissance max. : environ 205 kW (279 ch)
- Couple max. : environ 245 Nm
- Vitesse rotationnelle max. : 8 500 tr/min (prévu par la réglementation)

## Alpina

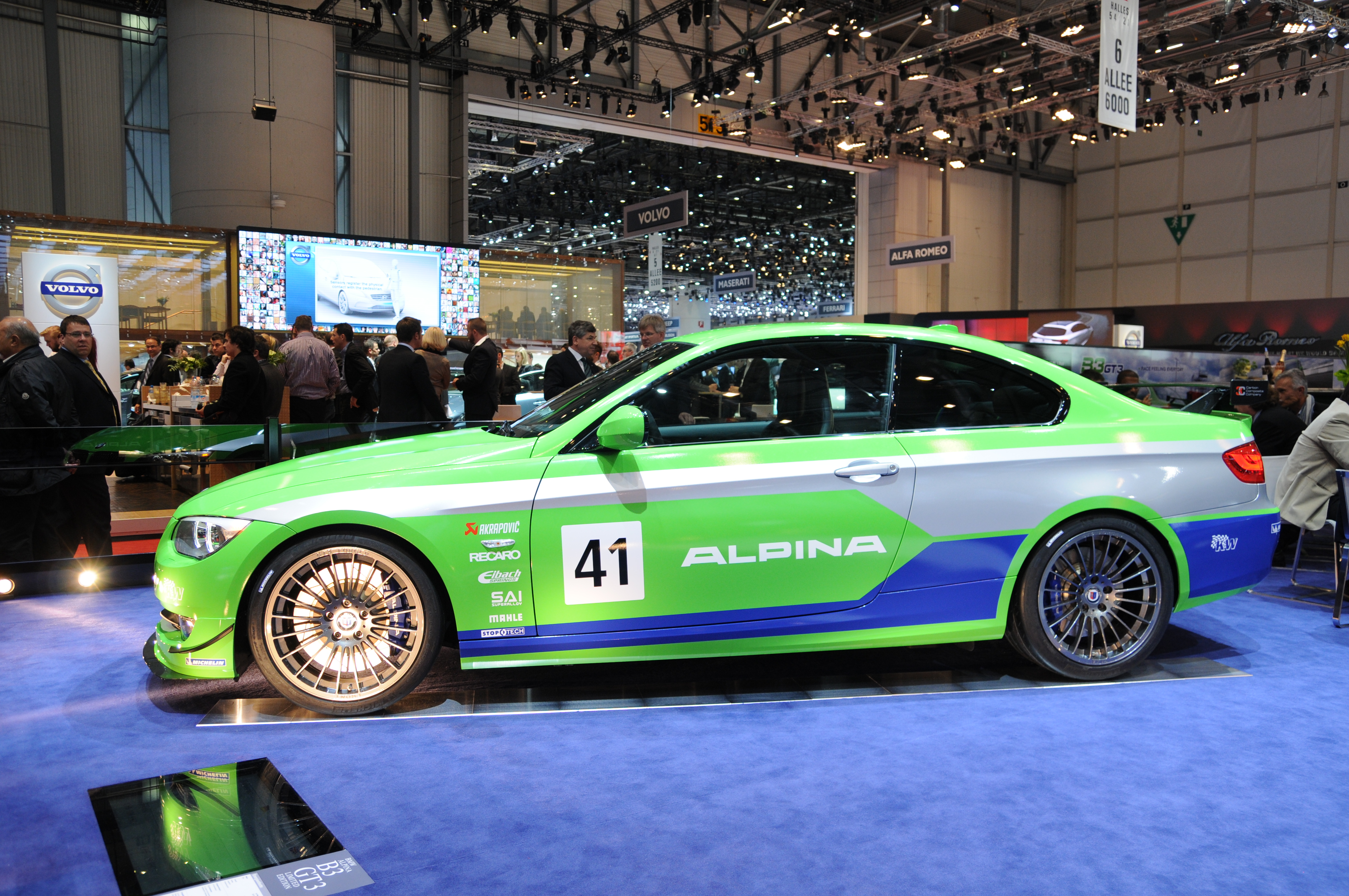
Alpina B3 GT3 au Salon international de l'automobile de Genève 2012.

L'Alpina B3 Biturbo était basée sur la BMW 335i. Elle avait un moteur six cylindres avec une cylindrée de 3,0 l et une charge biturbo. Le moteur avait une puissance maximale de 265 kW (360 ch) et un couple maximal de 500 Nm, ce qui faisait accélérer la B3 de 0 à 100 km/h en 4,8 secondes. Selon l'usine, la vitesse maximale était de 285 km/h. Depuis 2008, une transmission intégrale était disponible en option. Alpina a modifié l'extérieur avec des spoilers avant et arrière et un système d'échappement à quatre tuyaux. Elle a été remplacée en 2010 par la B3 S Biturbo - avec ce changement de modèle, Alpina a augmenté la puissance maximale à 294 kW (400 ch) et le couple maximal à 540 Nm, ce qui signifie que l'accélération de 0 à 100 km/h a augmenté d'un dixième de seconde à 4,7 secondes et que la vitesse de pointe est passée à 300 km/h.
L'Alpina D3 était basée sur la 320d.
L'Alpina D3 Biturbo était basée sur le moteur N47D20, qui était utilisé dans la 123d, par exemple. Elle comportait, en option, un aileron avant et arrière. Le système d'échappement BMW a été remplacé par un double tuyau d'échappement chromé.
Vers fin 2011, Alpina a présenté la B3 GT3 au Salon de l'automobile de Tokyo, un modèle spécial de la B3 limité à 99 unités. Le véhicule n'était disponible qu'en version coupé et était propulsé par un moteur essence six cylindres en ligne de trois litres à double turbocompresseur.
| Modèles             | Cylindres | Cylindrée | Puissance max.                    | Couple max.              | Vitesse de pointe   | Acceleration de 0 à 100 km/h | Variante de carrosserie            | Période de fabrication     |
| ------------------- | --------- | --------- | --------------------------------- | ------------------------ | ------------------- | ---------------------------- | ---------------------------------- | -------------------------- |
| Alpina B3 Biturbo   | 6         | 2979 cm³  | 265 kW (360 PS) à 5500–6000 min−1 | 500 Nm à 3800–5000 min−1 | [280 km/h] 285 km/h | 4,8 s [4,9 s]                | Berline; Touring; Coupé; Cabriolet | 2006–2010                  |
| Alpina B3 S Biturbo | 6         | 2979 cm³  | 294 kW (400 PS) à 6000 min−1      | 540 Nm à 4500 min−1      | [295 km/h] 300 km/h | 4,7 s [4,9 s]                | Berline; Touring; Coupé; Cabrio    | Depuis 2010                |
| Alpina D3           | 4         | 1995 cm³  | 147 kW (200 PS) à 4000 min−1      | 410 Nm à 2000–3300 min−1 | 238 km/h            | 7,4 s                        | Berline; Touring                   | Décembre 2005 – April 2008 |
| Alpina D3 Biturbo   | 4         | 1995 cm³  | 157 kW (214 PS) à 4100 min−1      | 450 Nm à 2000–2500 min−1 | 244 km/h            | 6,9 s                        | Limousine; Touring; Coupé          | Depuis mai 2008            |

## Récompenses
- Gagnante du prix voitures les plus sportives de 2010 par le magazine Sport Auto Trade dans la catégorie des modèles diesel (335d coupé)[10]
- Gagnante du prix voitures les plus sportives de 2010 par le magazine Sport Auto Trade dans la catégorie des berlines de plus de 50 000 euros (335i)[10]
- Gagnante du prix voitures les plus sportives de 2009 par le magazine Sport Auto Trade dans la catégorie des modèles diesel de plus de 35 000 euros (335d coupé)[11]
- Gagnante du prix voitures les plus sportives de 2009 par le magazine Sport Auto Trade dans la catégorie des berlines de plus de 50 000 euros (335i)[11]
- Prix du bon design 2009[12]
- Gagnante du prix voitures les plus sportives de 2008 par le magazine Sport Auto Trade dans la catégorie des modèles diesel de plus de 35 000 (335d)[13]
- Voitures les plus sportives de 2008 par le magazine Sport Auto Trade dans la catégorie des berlines de plus de 45 000 euros (335i)[13]
- Lauréate du choix des lecteurs 2007 du magazine Auto motor und sport avec 34,9 % des votes dans la catégorie des familiales routière (berline)[14]
- Voiture mondiale de l’année 2006 (berline)[15]

## Rappel en raison d’un risque d’incendie
En janvier 2021, environ 430 000 BMW Série 3 de la génération E90, E91, E92 et E93 ont été rappelées dans toute l’Allemagne et plus d’un demi-million d’unités dans le monde. La raison du rappel était la connexion enfichable du contrôleur de ventilateur dans le faisceau de câbles qui peut se corroder avec le temps et provoquer un court-circuit qui, dans le pire des cas, peut entraîner un incendie du véhicule. À l’automne 2017, plus de 700 000 BMW Série 3 de 2006 à 2011 ont été rappelées aux États-Unis par la National Highway Traffic Safety Administration pour le même problème, à la suite de trois incendies distincts impliquant le modèle E90 qui, selon les parties prenantes, ont entraîné des blessures. Cependant, BMW a nié que des blessures corporelles ou des accidents aient jamais résulté de ce problème.